# Преображеновка (Омская область)
Преображеновка — деревня в Саргатском районе Омской области. Входит в состав Баженовского сельского поселения.

## История
Основана в 1891 г. В 1928 г. состояла из 112 хозяйств, основное население — украинцы. Центр Преображеновского сельсовета Саргатского района Омского округа Сибирского края.

## Население
| 1926 | 2010 |
| ---- | ---- |
| 637  | ↘328 |